# Eupteryx demessa
Eupteryx demessa är en insektsart som beskrevs av Dlabola 1963. Eupteryx demessa ingår i släktet Eupteryx och familjen dvärgstritar. Inga underarter finns listade i Catalogue of Life.